# دونغ يي
دونغ يي (بالكورية: 동이)؛ هو مسلسل تلفزيوني كوري جنوبي من بطولة هان هيو جوو، جي جن هي ولي سو يون، عرض المسلسل على إم بي سي من 22 مارس حتى 12 أكتوبر 2010.

## روابط خارجية
دونغ يي على موقع IMDb (الإنجليزية)
- دونغ يي على موقع كينوبويسك (الروسية)
- دونغ يي على موقع قاعدة بيانات الفيلم (الإنجليزية)